# 镇海抗日碉堡群
镇海抗日碉堡群位于浙江省宁波市镇海区招宝山街道后海塘、招宝山一带，由宁波防守司令部建于1936年，是国民政府伏龙山至白峰海防设施的一部分。现存碉堡8只，均为钢筋混凝土结构。2005年5月25日，镇海抗日碉堡群被列入第四批镇海区文物保护单位。

## 历史
镇海抗日碉堡群为德国军事顾问佛采尔制定的《宁波区海防设备实施计划》中所规划的海防设施，1936年秋由国民革命军194师师长兼宁波防守司令王皡南修建，目的是加强镇海口海防以防止日军入侵。1940年7月，在抗击日军登陆的镇海保卫战中，这些碉堡曾发挥作用:44。

## 结构与分布

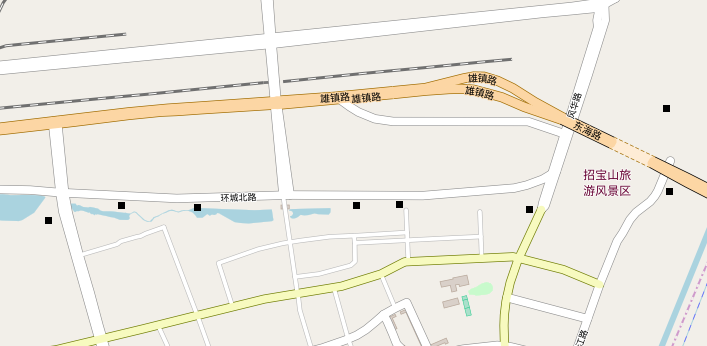
碉堡位置分布图（■所在位置）

碉堡群现存的8只碉堡分布于镇海后海塘、招宝山一带，多为圆柱形钢筋混凝土结构。所有碉堡均开设了一至三个数量不等、朝向不一的枪眼，以供在内驻防的军事人员向外射击。后海塘上现存5只碉堡。其中，建城碑旁现存两只圆柱形碉堡，共占地7.6平方米。安澜亭旁碉堡高1.6米，外径2.2米，壁厚0.6米。巾子山旁碉堡占地面积3.8平方米，高1.6米，壁厚0.3米。另有一碉堡位于鸿福亭旁。招宝山威远城后城门外碉堡高2.5米、半径2.1米、壁厚0.4米，招宝山南麓碉堡长6.2米、宽4.2米。

## 图集

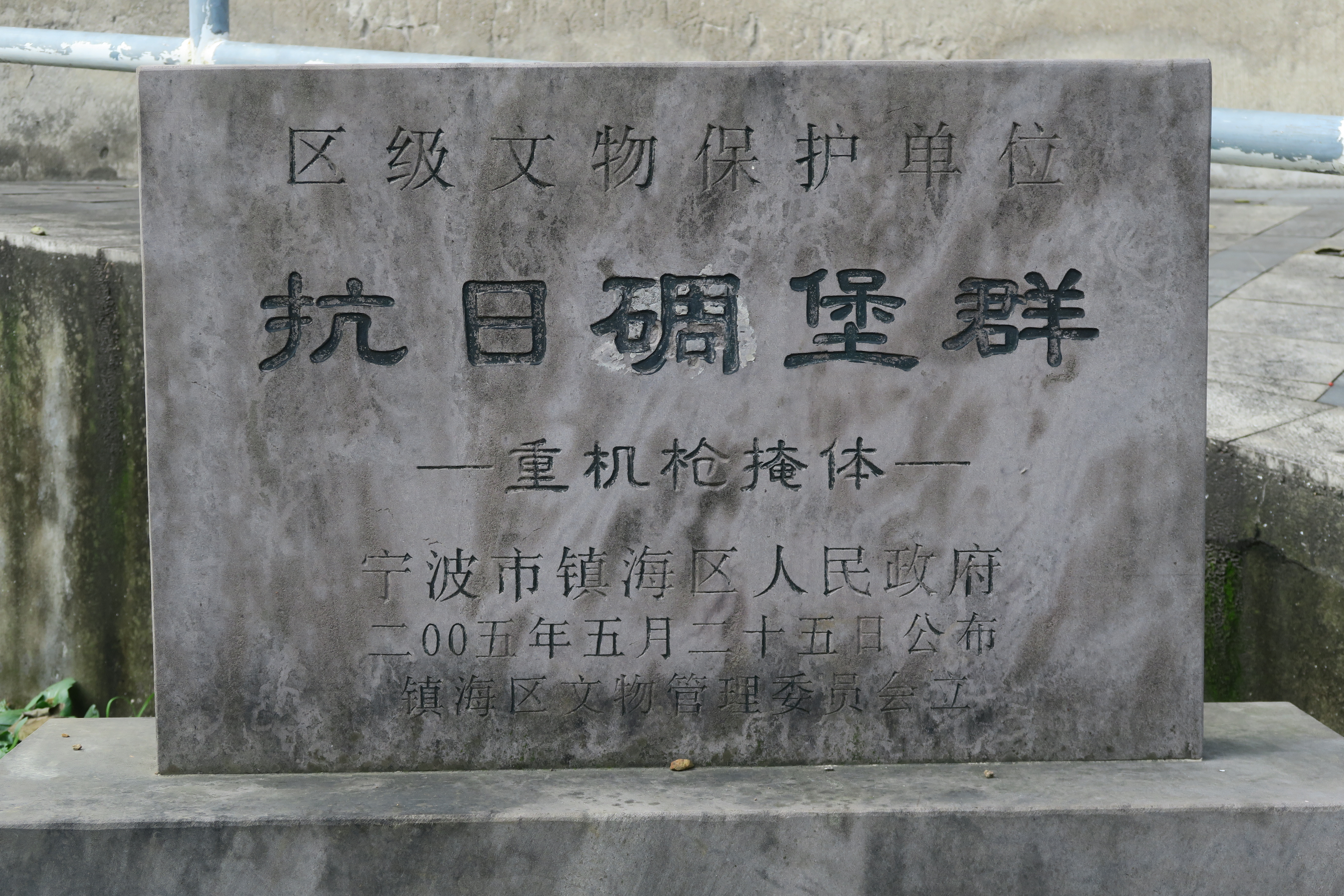
文物保护标志
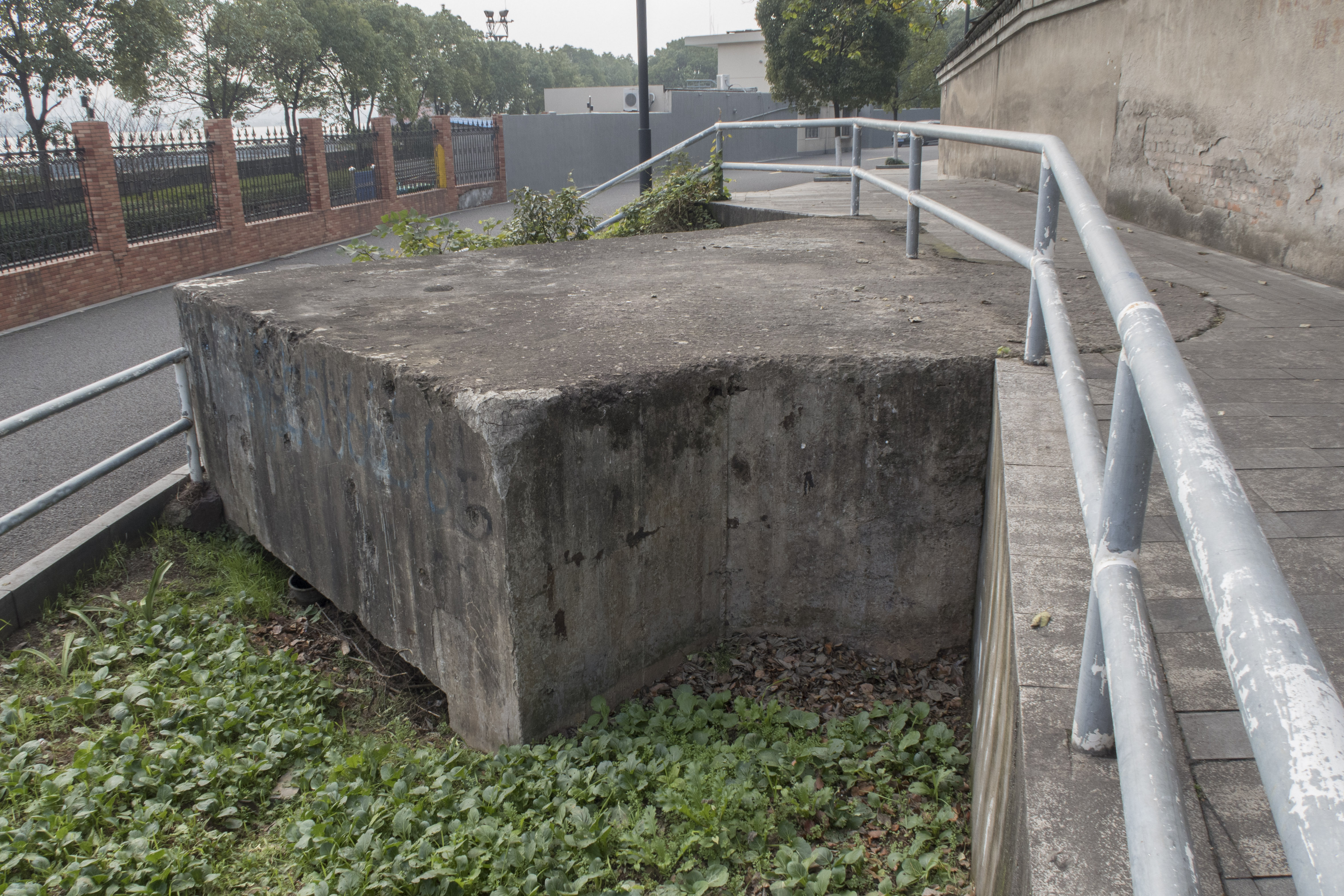
沿江东路碉堡
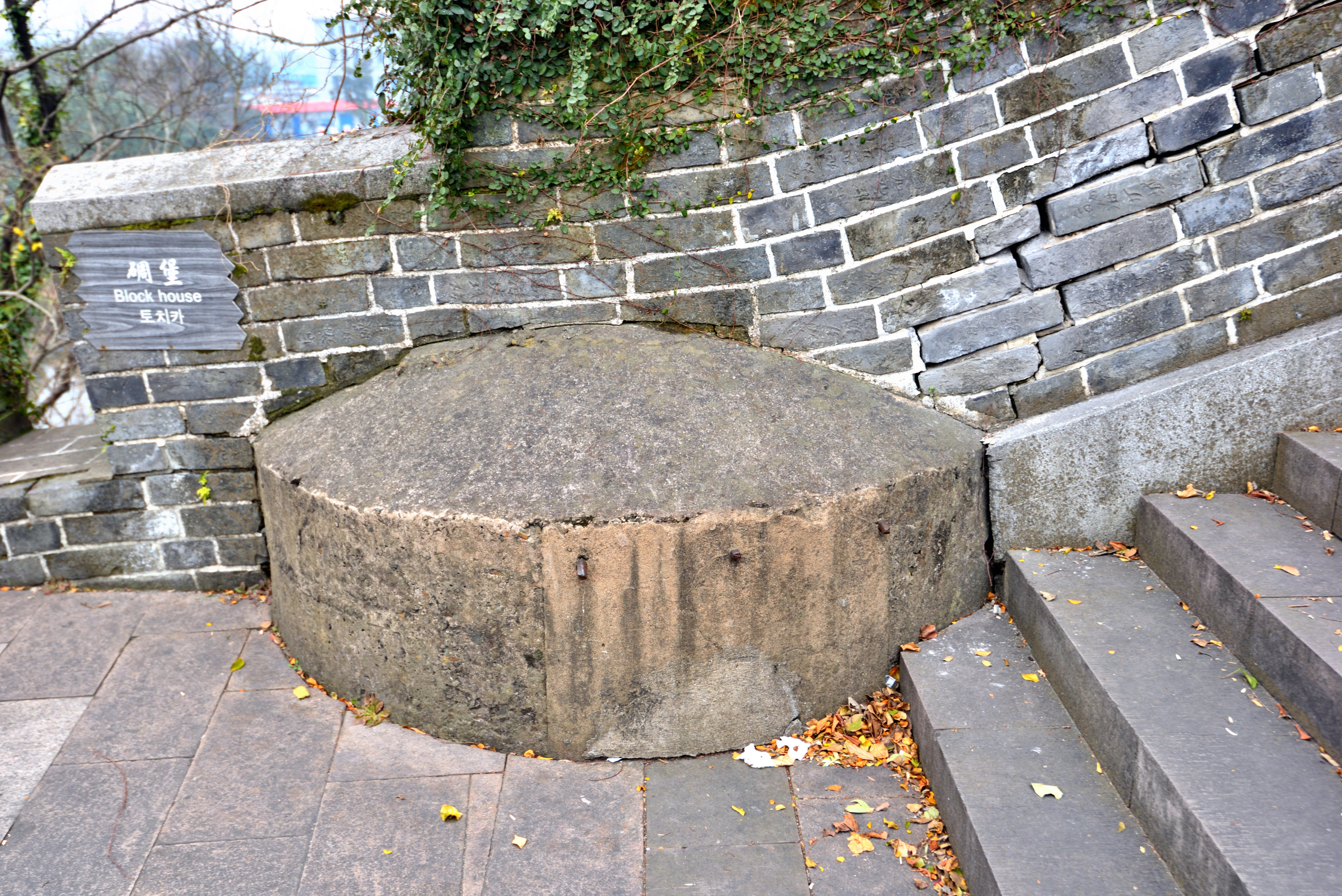
巾子亭旁碉堡
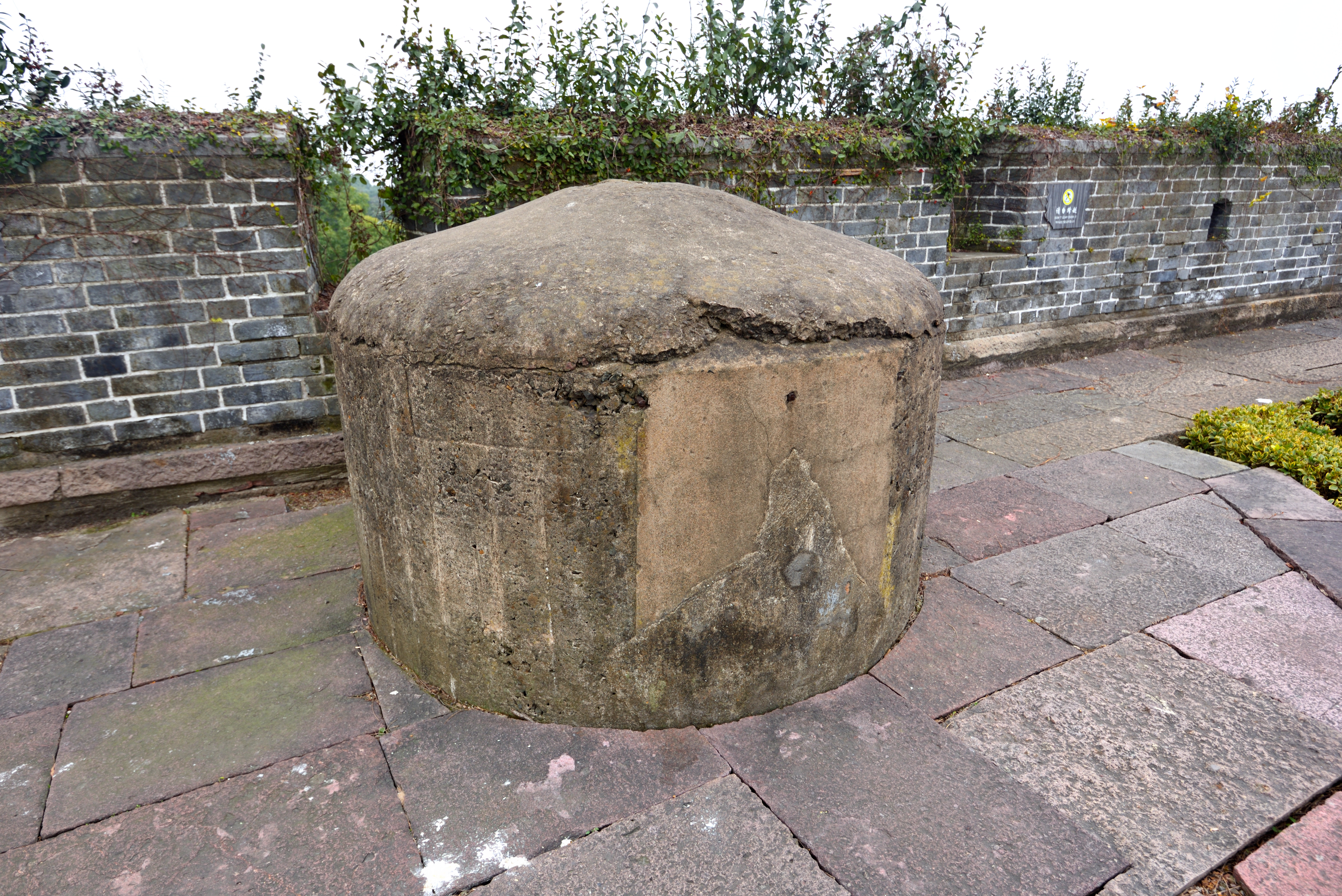
后海塘中部碉堡（之一）
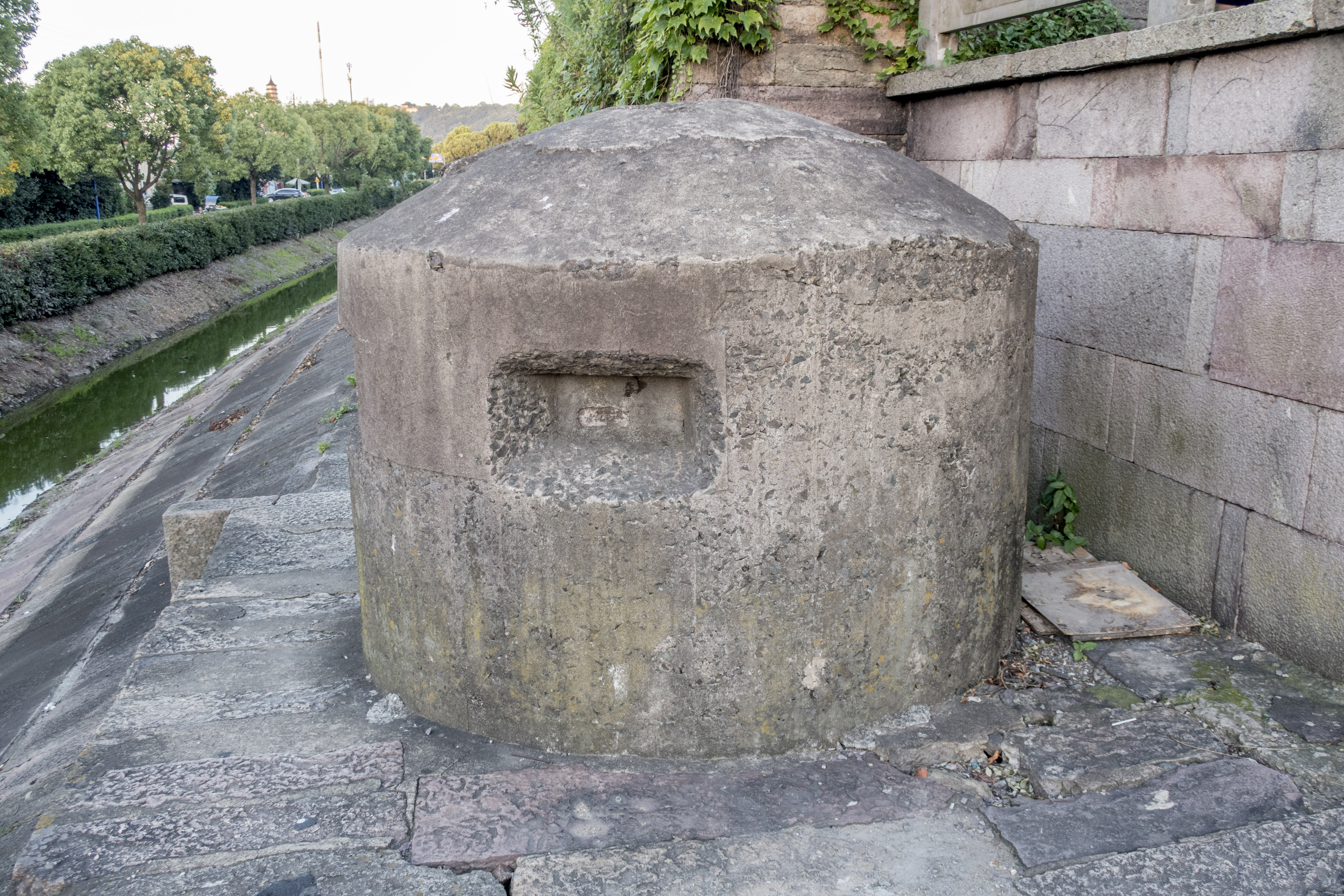
建城碑西侧碉堡